# 近鉄名古屋線
名古屋線（なごやせん）は、三重県松阪市の伊勢中川駅から愛知県名古屋市中村区の近鉄名古屋駅までを結ぶ近畿日本鉄道（近鉄）の鉄道路線である。

## 概要
近鉄の路線で唯一、近畿地方を越えて愛知県に敷設されている。伊勢中川駅から近鉄大阪線や近鉄山田線に直通して名古屋と大阪や三重県の伊勢志摩を結ぶ特急列車が多数運行されている。また、名古屋市と三重県北勢・中勢地域の沿線都市（桑名・四日市・鈴鹿・津など）を中心とした地域輸送も担っており、名古屋への通勤・通学路線となっている。東海旅客鉄道（JR東海）の関西本線（関西線）と競合関係にあるが、競合区間において単線区間が多く存在するJR関西本線に対して線路設備・運行本数・利便性などで当路線が優位に立っている。特に三重県最大都市である四日市市において、JR四日市駅が市街地東側の臨海部に位置しているのに対して、近鉄四日市駅は中心市街地に立地しており、駅利用者数も近鉄の方が多い。
中京大都市圏（愛知県・三重県）内の地域輸送を担うほか、近鉄大阪線・難波線を経由して大阪難波駅まで特急列車（名阪特急）が直通運転しており、名古屋都市圏と大阪都市圏とを結ぶ名阪の幹線鉄道として東海道新幹線に次ぐ存在となっている。
なお、『鉄道要覧』や近鉄グループホールディングスの『有価証券報告書』においては伊勢中川駅を起点として記載しているが、列車運行上は近鉄名古屋駅から伊勢中川駅へ向かう列車が下り、逆方向が上りである。以下、運行形態は近鉄名古屋駅から伊勢中川駅への下り方向に記述する。
名古屋在住者への分かりやすさを考慮して、駅の案内は「難波方面」ではなく「大阪方面」の表記が多く見られるが、これは大阪難波駅（および同駅がある大阪市）のことを指しており、大阪駅（梅田）のことではない（そもそも大阪駅に近鉄は乗り入れない）。「神戸方面」の表記も見られるが、これも神戸駅・高速神戸駅ではなく阪神電気鉄道の神戸三宮駅（および同駅が所在する神戸市）のことを指す（神戸三宮駅や高速神戸駅へは名古屋線からの直通列車は定期列車では運行されていないものの、線路は繋がっており、近鉄と阪神の列車を乗り継ぐことで行くことはできる）。
名古屋線は伊勢平野の伊勢湾沿岸部に敷設され、比較的平坦な路線となっている。それでも、内陸部を走行する津新町駅 - 伊勢中川駅間では22.7‰ - 33.3‰の勾配区間が数か所存在しており、桃園駅 - 伊勢中川駅間には最も急な33.5‰の勾配がある。
また、名古屋線は路線距離の長い本線ながらもトンネルがほとんど無いことも特徴である。近鉄名古屋駅 - 米野駅間の地下線トンネルを除くと、霞ヶ浦駅 - 阿倉川駅間の旧羽津駅跡に2箇所の短いコンクリートトンネルが存在するのみである。
2010年4月1日には、近鉄名古屋駅 - 伊勢中川駅間の全線で名古屋列車運行管理システム「KRONOS」（クロノス）が導入された。

### 路線データ
- 路線距離（営業キロ）：78.8 km
- 軌間：1,435 mm
- 駅数：44駅（起終点駅含む）
- 複線区間：全線
- 電化区間：全線電化（直流1500V）
- 閉塞方式：自動閉塞式
- 運転指令所：名古屋統括部・運転指令（近鉄名古屋指令）
- 最高速度：120 km/h[1]

全線、名古屋統括部（旧名古屋営業局）の管轄である。

## 歴史
近鉄名古屋線は、複数会社が建設した路線をつなぎ合わせる形で成立した。

### 桑名駅 - 江戸橋駅間
桑名駅 - 江戸橋駅間は、伊勢鉄道（後の伊勢電気鉄道、伊勢電。現在の第三セクター鉄道の伊勢鉄道とは無関係）によって建設された。
元々、同地域には国鉄関西本線と参宮線（現在の紀勢本線の亀山駅 - 多気駅間を含む）が、明治期に私設鉄道の関西鉄道と参宮鉄道によってそれぞれ敷設されていた。両線は大阪方面からの輸送を主眼に置いた線形となっており、愛知県や三重県北部から三重県中南部に向かうには、亀山駅でスイッチバックを必要とした。
伊勢鉄道（初代）はそれを短絡する目的から設立され、三重県の二大都市である四日市と津を結ぶ路線を1915年 - 1924年に順次開業させた（桑名駅 - 江戸橋駅 - 津駅（部田駅）間。なお両都市間には1973年に同じ理由で国鉄→伊勢鉄道（2代目、前述）伊勢線が開業した）。軌間は国鉄との貨車直通を考慮し、1067mmの狭軌とした。また、軽便鉄道であり路線規格は低く、沿線諸集落を縫うために、曲線を多用した線形が採用された。
この段階では一地方のローカル私鉄であったが、1926年に社名を伊勢電気鉄道に改め、同年中に直流電化を完成させた頃から、「東海の飛将軍」と呼ばれた有力実業家の熊沢一衛が社長に就任したこともあって拡大策をとるようになり、北は名古屋への進出、南は伊勢神宮がある宇治山田への進出を目論むようになった。
当時、関西系の企業である大阪電気軌道（大軌、現在の近畿日本鉄道の直系母体）と、その子会社で参宮急行電鉄（参急）が大阪から伊勢への進出を目論んでいた。伊勢電は北への路線は1929年に桑名駅までを開通させ、養老電気鉄道（現在の養老鉄道養老線）を買収した時点でそこから先の延伸を後回しとし、地元企業としての対抗心から参急が建設中の路線と並行する伊勢への路線を優先して建設した。参急線の全通5日後には部田駅 - 津新地駅 - 新松阪駅 - 大神宮前駅（豊受大神宮、外宮前）間の路線を全通させ、桑名駅 - 大神宮前駅間に新製車のモハニ231形を用いた急行電車を走らせた。
新規開業区間の多くが複線電化の高規格路線であったが、前述したように元々は四日市駅 - 津駅間は低規格の路線であったため、四日市と津の両市内では市街地をクランク状に縫う形で線路を敷かざるを得ず、急カーブ区間が生じた。特に四日市駅のすぐ北は、三重鉄道や四日市鉄道から譲り受けた路盤を用いて線路を敷いたことから、半径100mで南方向から西方向へほぼ直角に曲がる通称「善光寺カーブ」ができ、後々までスピードアップや車両大型化の障害となった。

### 江戸橋駅 - 伊勢中川駅間
江戸橋駅以南は、参宮急行電鉄（参急）が建設した。同社は現在の近鉄大阪線桜井駅以東と山田線を建設し、親会社である大阪電気軌道（大軌）の路線と接続して、大阪から片道2時間余りで行ける伊勢神宮への参拝ルートを作り上げていたが、それが実現する前に既に名古屋方面への進出を計画し、桑名までの免許を取得した。
この免許収得に関しては、岩田橋駅 - 伊勢川口駅間で営業を行っていた軽便鉄道会社の中勢鉄道（1942年全廃）を傘下に置き、同社の支線として中川 - 久居間の免許を申請し、その後、免許を参急に譲渡させ、譲り受けた参急が区間延長申請するという方法が採られた。だが、国鉄の運営と私鉄の監督を当時行っていた鉄道省では、このまま行けば伊勢電線・国鉄線と合わせて三つ巴の競争になり、共倒れになることを危惧していた。そのため当初参急が申請した免許は名古屋までであったが、政策上、桑名までとして交付された。
参急は伊勢進出後しばらく世界恐慌の影響もあって赤字に苦しんでいた。とりあえず国鉄線や伊勢電線と連絡して、桑名・四日市から大阪方面へ向かう客を運ぶことで増収につなげようとした。1930年 - 1932年に免許線の工事を行い、そして中川駅から国鉄津駅までを津（支）線として開業させ、津駅から徒歩5分程度の伊勢電津駅（部田駅を改称したもので、参急買収後再び部田駅に戻る）との連絡も図られた。
これにより津 - 伊勢間で参急と伊勢電の路線が競合することとなったが、まもなく伊勢電は伊勢進出に多額な資金を使ったことや、名古屋進出が達成できずに乗客が伸びなかったこと、熊沢が頭取を兼任していた融資元の四日市銀行（現在の三十三銀行）が取付騒ぎにあって休業したため資金繰りが悪化したことなどから経営に行き詰まり、銀行管理会社になった。そのため参急が伊勢電を1936年に吸収合併し、旧伊勢電本線を参急名古屋伊勢本線とした。
その上で、合併直前に両社の共同出資で設立されていた関西急行電鉄（関急電）によって、伊勢電・参急いずれにとっても悲願であった名古屋進出に取り掛かることとなった。

### 近鉄名古屋駅 - 桑名駅間
この区間は、前述した関西急行電鉄（関急電）によって建設されることになった。
同区間は、木曽三川と総称される揖斐川・長良川・木曽川を越える必要があり、その橋脚建設の資金が必要であった。伊勢電の計画では、並行する関西本線の橋脚が架け替えられたため、不要となる旧橋脚を購入して敷設することにしていた（詳しくは「関西急行電鉄」を参照）。関急電もさほど資金的な余裕がなかったため、伊勢電の計画をそのまま引き継いだ。この橋脚に関しては、戦後新たに架け替えられている。
建設は日中戦争の最中に行われたため、軍事上必要な鉄の調達は難航したという。
名古屋のターミナル駅（関急名古屋駅→近鉄名古屋駅）は、伊勢電は方向転換不要なようにループ状にする計画であったが、関急電は一般的な3面3線の頭端式ホームにした。
これによって、1938年6月26日に現在の名古屋線となる区間が完成した（それに先立つ6月20日に津線と伊勢線の接続を図るため津線の江戸橋 - 津間が延伸されている）。

### 軌間統一への流れ
前述のような建設経緯から、名古屋駅 - 江戸橋駅間は狭軌 (1067mm)、江戸橋駅 - 参急中川駅（現在の伊勢中川駅）間の津線は標準軌 (1435mm)となり、名古屋 - 大阪間直通の利用客は参急中川駅でのスイッチバック（上本町駅 - 江戸橋駅間の直通列車は2往復のみで、多くの場合は乗り換え）と江戸橋駅での乗り換えを強いられた。そのため、名古屋延伸の半年後に江戸橋駅 - 参急中川駅間を狭軌化し、名阪間の移動に際しては参急中川（伊勢中川）駅での乗り換えとした。
1940年に関急電は参急に合併され、関急名古屋駅（参急名古屋駅に改称） - 桑名駅間は名古屋伊勢本線に編入された。さらに1941年には参急と大軌が合併して、現在の近鉄の原型となる関西急行鉄道（関急）が発足、関急発足時の路線名整理により津線および名古屋伊勢本線参急名古屋駅（再度関急名古屋駅に改称） - 江戸橋駅間が名古屋線、江戸橋駅 - 大神宮駅前間が伊勢線になった。
山田線と重複するため、1942年に伊勢線の新松阪駅 - 大神宮前駅間を廃止した後（残存区間である江戸橋駅 - 新松阪駅間も単線化し、資材は名古屋線単線区間の主に伊勢鉄道時代に敷設された区間の複線化などに充当）は、名古屋 - 伊勢間直通の利用客も伊勢中川駅で乗り換えが必要になった。伊勢中川駅での乗り換えは最短時間になるよう配慮され、時刻表でも名古屋駅時点で「大阪行」「宇治山田行」と案内された。
悲願の名古屋線の標準軌への改軌は1960年2月の実施に向けて1957年頃から準備工事が行われた。この一環として並行する国鉄関西本線の橋梁架け替えの際に不要となった橋脚を譲り受け、単線で輸送力増強の障害となっていた揖斐・長良川橋梁と木曽川橋梁についても、改軌に対応できる複線のトラス橋に架け替えることになった。後に名古屋線は1959年9月の伊勢湾台風によって特に愛知県内において線路水没・流失などの被害を受けたが、揖斐・長良川橋梁は台風襲来の7日前、木曽川橋梁については台風襲来の当日に完成したため、幸い深刻な被害はなかった。
これを当時社長の佐伯勇による「禍（=災い）転じて福となす」との判断で、台風による水害からの復旧を機に改軌工事を同年11月に前倒しして実施した。工事は名古屋線全線と神戸線（現在の鈴鹿線）を全体で9区画（=工区）に分け、1日につき1区画ずつ（日によって2区画）昼間の6時間（概ね9時30分-15時30分）をバス代行とし、千数百人に及ぶ作業員らによって午前からレールの移設を始め昼過ぎには完了、夕方には改軌の済んだ線路上で定期列車の運行が行われた。同年11月27日には全ての区間での工事が完了し、その後線路の道床改良を経て、同年12月12日より名古屋駅 - 上本町駅間と名古屋駅 - 宇治山田駅間の直通運転が開始された。また、前述のような事情で随所に存在した急カーブも改軌に先駆ける形で複線化を兼ねた線形改良がなされ、多くが解消されている。
なお、伊勢線は狭軌のまま水害から復旧したが、伊勢湾台風襲来から1年4か月後の1961年1月に全線廃止された。

### 年表

#### 近畿日本鉄道発足まで
- 1915年（大正4年）9月10日：伊勢鉄道が白子駅 - 一身田町駅（現在の高田本山駅）間を狭軌で開業。
- 1916年（大正5年）1月9日：伊勢鉄道 千代崎駅 - 白子駅間が開業。
- 1917年（大正6年）
  - 1月1日：伊勢鉄道 一身田町駅 - 江戸橋駅 - 津市駅（後の部田駅）間が開業。玉垣口駅・千里駅開業。
  - 12月22日：伊勢鉄道 楠駅 - 千代崎駅間が開業。
- 1918年（大正7年）11月1日：伊勢鉄道 一身田町駅を高田本山駅に改称。
- 1919年（大正8年）10月25日：伊勢鉄道 海山道駅 - 楠駅間が開業。
- 1920年（大正9年）4月1日：伊勢鉄道 北楠駅開業。
- 1921年（大正10年）
  - 10月：伊勢鉄道 千里駅廃止。
  - 11月8日：高田本山駅 - 江戸橋駅間の三軒家駅廃止認可。
- 1922年（大正11年）
  - 3月1日：伊勢鉄道 新四日市駅 - 海山道駅間が開業。
  - 10月1日：伊勢鉄道 新四日市駅を四日市駅に、子安観音駅を鼓ヶ浦駅に改称。
- 1924年（大正13年）4月3日：伊勢鉄道 （旧）津市駅を部田駅に改称。部田駅 - 津市駅（後の津新地駅）間が開業。
- 1925年（大正14年）12月16日：伊勢鉄道 津市駅を津新地駅に改称。
- 1926年（大正15年）
  - 9月12日：伊勢鉄道が伊勢電気鉄道に社名変更。
  - 12月16日：伊勢電気鉄道 千代崎駅 - 白子駅間の玉垣口駅、塩浜駅 - 楠駅間の北楠駅廃止認可。
- 1926年（昭和元年）12月26日：伊勢電気鉄道 四日市駅 - 津新地駅間が電化、電車運転開始。以後の開業区間は開業当初から電化路線。
- 1928年（昭和3年）10月21日：伊勢電気鉄道 楠駅 - 箕田駅間の長太駅廃止認可。
- 1929年（昭和4年）
  - 1月30日：伊勢電気鉄道 桑名駅 - 四日市駅間が開業（諏訪駅 - 四日市駅間を除き複線）。
  - 7月5日：伊勢電気鉄道 （臨）霞ヶ浦駅開業。
  - 10月28日：伊勢電気鉄道 羽津駅開業。
- 1930年（昭和5年）
  - 月日不明：伊勢電気鉄道 西桑名駅を益生駅に改称。
  - 5月18日：参宮急行電鉄津線 参急中川駅（現在の伊勢中川駅） - 久居駅間が開業。
  - 12月25日：伊勢電気鉄道 桑名駅 - 江戸橋駅 - 大神宮前駅間が全通。
- 1931年（昭和6年）
  - 月日不明：伊勢電気鉄道 霞ヶ浦駅が常設駅となる。
  - 7月4日：参宮急行電鉄津線 久居駅 - 津新町駅間が開業。
  - 8月19日：伊勢電気鉄道 塩浜駅 - 楠駅間複線化[7]。
- 1932年（昭和7年）4月3日：参宮急行電鉄津線 津新町駅 - 津駅間が開業。
- 1934年（昭和9年）6月30日：北楠駅再開業。
- 1936年（昭和11年）9月15日：参宮急行電鉄が伊勢電気鉄道を合併。桑名駅 - 江戸橋駅 - 大神宮前駅間が名古屋伊勢本線となる。
- 1937年（昭和12年）12月20日：白崎分岐（信号場、新設） - 白子駅 - 鼓ヶ浦駅間、上磯分岐（信号場、新設） - 伊勢上野駅間、豊津浦駅 - 逆川分岐（信号場、新設）間を複線化[7]。
- 1938年（昭和13年）
  - 4月13日：諏訪駅 - 四日市駅間および楠駅 - 楠箕分岐（信号場、新設）間複線化[7]。
  - 6月20日：参宮急行電鉄津線 津駅 - 江戸橋駅間が開業。伊勢線に江戸橋駅で接続。
  - 6月26日：関西急行電鉄が関急名古屋駅（現在の近鉄名古屋駅） - 桑名駅間を開業。関西本線の旧橋梁を流用したことから、木曽川分岐（信号場）間 - 桑名駅間は単線、他は複線となる。
  - 12月7日：参宮急行電鉄 江戸橋駅 - 参急中川駅間を標準軌から狭軌に改軌。
- 1940年（昭和15年）1月1日：参宮急行電鉄が関西急行電鉄を合併。関急名古屋駅を参急名古屋駅に、関急八田駅を参急八田駅に、関急蟹江駅を参急蟹江駅に、関急弥富駅を参急弥富駅に、関急長島駅を参急長島駅に改称。
- 1941年（昭和16年）
  - 3月15日：大阪電気軌道が参宮急行電鉄を合併、関西急行鉄道に改称。
    - 名古屋伊勢本線関急名古屋駅 - 江戸橋駅間、津線江戸橋駅 - 関急中川駅間が名古屋線、名古屋伊勢本線江戸橋駅 - 新松阪駅 - 大神宮前駅間が伊勢線となる[5]。
    - 参急名古屋駅を関急名古屋駅に、参急八田駅を関急八田駅に、参急蟹江駅を関急蟹江駅に、参急弥富駅を関急弥富駅に、参急長島駅を関急長島駅に、西富田駅を関急富田駅に、参急中川駅を伊勢中川駅に改称[8][9]。

  - 8月18日：海山道駅 - 塩浜駅間複線化[7]。
- 1943年（昭和18年）
  - 3月24日：伊勢上野駅 - 豊津浦駅間複線化[7]。
  - 7月1日：長太ノ浦駅開業、千里駅再開業、千里駅 - 逆川駅間の豊津浦駅・伊勢上野駅を統合し豊津上野駅開業。
  - 8月21日：楠箕分岐 - 箕田駅 - 伊勢若松駅間、久居駅 - 雲出川分岐間複線化[7]。楠箕分岐信号場廃止、雲出川分岐信号場開設。
  - 10月22日：霞ヶ浦駅廃止。羽津駅移転。
  - 11月25日：伊勢若松駅 - 白崎分岐間複線化[7]、白崎分岐信号場廃止。
- 1944年（昭和19年）
  - 3月13日：鼓ヶ浦駅 - 上磯分岐間複線化[7]、上磯分岐信号場廃止。
  - 5月8日：豊津上野駅 - 高田本山駅間の逆川駅廃止、同駅間に白塚駅開業。

#### 近畿日本鉄道の発足後
- 1944年（昭和19年）6月1日：関西急行鉄道が南海鉄道と合併、近畿日本鉄道設立。
  - 関急名古屋駅を近畿日本名古屋駅に、関急八田駅を近畿日本八田駅に、関急蟹江駅を近畿日本蟹江駅に、関急弥富駅を近畿日本弥富駅に、関急長島駅を近畿日本長島駅に、関急富田駅を近畿日本富田駅に改称。
- 1945年（昭和20年）
  - 6月1日：黄金駅・町屋駅・西町駅休止[10]。
  - 7月24日：太平洋戦争下の空襲により、揖斐・長良川橋梁が爆撃され不通に。関西本線を代替線として用いるため、連絡線を設けた上で同線を一時的に電化[11]。
  - 11月25日：揖斐・長良川橋梁の不通のため、一時関西本線に乗り入れ運転開始[10][11]。
- 1946年（昭和21年）
  - 5月1日：揖斐・長良川橋梁復旧（関西本線に乗り入れ運転廃止）[10][11]。
  - 6月17日：津新町駅 - 久居駅間に二重池信号場開設。
  - 6月27日：二重池信号場 - 久居駅間複線化[7]。
  - 7月13日：富洲原駅（現在の川越富洲原駅） - 伊勢朝日駅間の川越駅廃止[12]。富洲原駅移転。
- 1947年（昭和22年）
  - 3月1日：休止していた黄金駅営業再開[12]。
  - 3月14日：休止していた町屋駅（益生駅 - 伊勢朝日駅間）、西町駅（川原町駅 - 諏訪駅間）を廃止[12]。
  - 10月8日：大阪 - 名古屋間特急運転開始。
- 1948年（昭和23年）
  - 7月21日：揖斐川分岐 - 播磨川分岐間を複線化[7]。
  - 9月1日：近畿日本長島駅 - 桑名駅間の揖斐川駅休止[13]。
- 1950年（昭和25年）。
  - 6月5日：羽津駅を霞ヶ浦駅に改称。
  - 8月4日：名古屋鉄道との団体臨時列車相互直通運転実施（1952年9月30日まで）。
- 1952年（昭和27年）
  - 10月31日：鹿化川分岐（信号場、新設） - 海山道駅間0.1km短絡工事完成、同区間を複線化[7][14]。
- 1953年（昭和28年）9月15日：津新町駅 - 二重池信号場間複線化[7]、二重池信号場廃止。
- 1955年（昭和30年）7月15日：逆川分岐 - 高田本山駅 - 江戸橋駅間の経路変更・複線化[7][14]。0.5km短縮。逆川分岐信号場廃止。
- 1956年（昭和31年）9月23日：川原町駅 - 諏訪駅 - 四日市駅（国鉄四日市駅の前） - 鹿化川分岐間を、川原町駅 - 近畿日本四日市駅 - 鹿化川分岐間の新線に切り替え[7][14]。1.1km短縮。鹿化川分岐信号場廃止。
- 1959年（昭和34年）
  - 9月19日：揖斐・長良川橋梁架け替え[14]。近畿日本長島駅 - 揖斐川分岐間を複線化[7]し、揖斐川分岐信号場を廃止。
  - 9月26日：木曽川橋梁架け替え[14]。木曽川分岐 - 近畿日本長島駅間を複線化[7]し、木曽川分岐信号場廃止。同日、伊勢湾台風により全線が被災し、不通に。
  - 9月28日：近畿日本四日市駅 - 津新町駅間が復旧[15]。
  - 9月29日：近畿日本名古屋駅 - 近畿日本八田駅間が復旧[15]。
  - 9月30日：近畿日本八田駅 - 伏屋駅間、富洲原駅 - 近畿日本四日市駅間、津新町駅 - 伊勢中川駅間が復旧[15]。
  - 10月1日：桑名駅 - 富洲原駅間が復旧[15]。
  - 10月15日：伏屋駅 - 近畿日本蟹江駅間が復旧[15]。
  - 11月8日：近畿日本長島駅 - 桑名駅間が復旧[15]。
  - 11月19日：標準軌化本工事開始[15]。久居駅 - 伊勢中川駅間を標準軌に改軌[16]。なお、これに先立つ改軌準備工事の際に、重量級の大阪線車両が入線可能となるように、路盤の強化も実施された。
  - 11月20日：江戸橋駅 - 久居駅間を標準軌に改軌[16]。
  - 11月21日：豊津上野駅 - 江戸橋駅間を標準軌に改軌[16]。
  - 11月22日：白子駅 - 豊津上野駅間を標準軌に改軌[16]。
  - 11月23日：塩浜駅 - 白子駅間を標準軌に改軌[16]。
  - 11月24日：近畿日本四日市駅 - 塩浜駅間を標準軌に改軌[16]。
  - 11月25日：富洲原駅 - 近畿日本四日市駅間を標準軌に改軌[16]。
  - 11月26日：近畿日本長島駅 - 富洲原駅間を標準軌に改軌[16]、播磨川分岐 - 桑名駅間を複線化[7]、播磨川分岐信号所廃止。
  - 11月27日：近畿日本名古屋駅 - 近畿日本蟹江駅間が標準軌に改軌されると同時に、近畿日本蟹江駅 - 近畿日本長島駅間が標準軌で開通、全線復旧・標準軌化が完成[16]。

#### 名阪直通運転開始後
- 1959年（昭和34年）
  - 12月12日：名阪特急が直通運転開始。大阪線のほか、山田線とも直通を開始し、養老線と伊勢線との直通を廃止。
  - 月日不明：名古屋線初の片側4扉固定高性能車1600系の運用開始
- 1960年（昭和35年）1月20日：近畿日本名古屋駅 - 上本町駅（現在の大阪上本町駅）間の直通急行を伊勢中川駅経由で運転開始。
- 1961年（昭和36年）
  - 3月29日：中川短絡線が開通。名古屋線・大阪線直通特急列車の伊勢中川駅でのスイッチバック運転解消。
- 8月8日：津駅 - 津新町駅間複線化[7]。
- 1964年（昭和39年）
  - 3月10日：江戸橋駅 - 津駅間複線化[7]。
  - 3月23日：同年3月1日に改軌された湯の山線（当時は三重電気鉄道の路線）と直通運転開始（当初は準急が直通[17]、1965年7月15日より特急も直通）。
  - 12月10日：富吉駅開業。
- 1966年（昭和41年）月日不明：1600系の改良増備車である1800系の運用開始。
- 1967年（昭和42年）月日不明：1800系の改良増備車である1810系の運用開始。
- 1968年（昭和43年）3月1日：自動列車停止装置 (ATS) 使用開始[18]。
- 1969年（昭和44年）5月15日：休止していた近畿日本長島駅 - 桑名駅間の揖斐川駅廃止。
- 1970年（昭和45年）
  - 3月1日：近畿日本名古屋駅を近鉄名古屋駅に、近畿日本八田駅を近鉄八田駅に、近畿日本蟹江駅を近鉄蟹江駅に、近畿日本弥富駅を近鉄弥富駅に、近畿日本長島駅を近鉄長島駅に、近畿日本富田駅を近鉄富田駅に、近畿日本四日市駅を近鉄四日市駅に改称。
  - 月日不明：片側4扉固定クロスシート車2600系の運用開始。
- 1972年（昭和47年）7月16日：雲出川分岐 - 伊勢中川駅間複線化[7]、全線複線化完成。雲出川分岐信号場廃止（伊勢中川駅構内扱いに変更）。
  - 月日不明：新製冷房車の片側4扉固定クロスシート車2610系および片側4扉ロングシート車初代1200系1201F（後の1000系1002F）、旧型機器流用でラインデリア搭載の片側4扉ロングシート車1000系の運用開始
- 1973年（昭和48年）10月11日：近鉄四日市駅付近1.7km高架化。
- 1975年（昭和50年）7月20日：新正駅開業。
- 1976年（昭和51年）
  - 3月18日：急行の停車駅に近鉄弥富駅を追加。朝・夜間に1往復運転されていた近鉄名古屋駅 - 上本町駅間の直通急行廃止。
  - 3月22日：伏屋駅 - 戸田駅間で何者かがレールと枕木を固定するボルトなど46本を外す事件が発生[19]。
- 1978年（昭和53年）月日不明：片側4扉ロングシートの新製冷房車2000系の運用開始
- 1979年（昭和54年）3月15日：名伊乙特急の一部停車駅に久居駅を追加（朝間は名古屋方面、夜間は伊勢・賢島方面のみ）。
- 1982年（昭和57年）月日不明：界磁チョッパ制御車両1200系（現・1201系）の運用開始
- 1983年（昭和58年）3月18日：準急の運転体系を見直し、通過駅の多い準急を廃止し、新たな準急を近鉄名古屋駅 - 近鉄四日市駅間に設定。近鉄名古屋駅 - 宇治山田駅間直通の普通列車を（時刻表上）廃止（伊勢中川駅で列車番号変更の上で継続運転する列車は存続）。
- 1984年（昭和59年）11月28日：旧型車全廃により通勤車の最高速度を110km/hに向上[* 3]。
- 1988年（昭和63年）
  - 1月：伏屋駅 - 戸田駅間立体交差化事業着工[20]。
  - 3月18日：21000系（アーバンライナー）の営業運転開始、特急の120km/h運転開始。
- 1989年（平成元年）4月28日：南が丘駅開業[21]。
- 1990年（平成2年）
  - 2月14日：伏屋駅 - 戸田駅間（新川橋梁 - 戸田川橋梁間）下り線高架化[22]。
  - 3月7日：伏屋駅 - 戸田駅間上り線高架化。同区間の高架化完成[22]。
  - 3月15日：名阪甲特急の一部列車の停車駅に津駅を追加。
- 1992年（平成4年）3月19日：22000系 (ACE) の営業運転開始。
- 1994年（平成6年）3月15日：23000系（伊勢志摩ライナー）の営業運転開始。
- 1995年（平成7年）1月：黄金駅 - 伏屋駅間立体交差化事業着工[23]。
- 1996年（平成8年）
  - 2月：2610系2621Fを改造したL/Cカー試作編成の試験運用開始。
  - 3月15日：名伊特急の運行体制見直し（一部列車の臨時列車格下げなど）が始まる。
- 1998年（平成10年）
  - 月日不明：新造L/Cカー（5800系）の営業運転開始（1997年から1998年にかけて2610系2626F・2627Fおよび2800系2811F・2813F・2815Fの各編成もL/Cカーに改造）。
  - 3月17日：湯の山線直通特急の廃止（近鉄四日市駅 - 湯の山温泉駅間の単独運行に）。
- 2000年（平成12年）3月15日：近鉄名古屋駅 - 近鉄四日市駅間の準急・近鉄名古屋駅 - 富吉駅間の普通を毎時各4本から3本に削減。
- 2001年（平成13年）
  - 2月1日：伊勢中川駅・近鉄四日市駅・桑名駅における「途中下車指定駅」の制度が廃止。
  - 3月22日：日中の津新町駅折り返しの急行を伊勢中川駅まで延長。名古屋線全線で急行が毎時3本となる[24]。
- 2002年（平成14年）3月20日：急行の停車駅に近鉄蟹江駅を追加[25]。これに伴って準急の本数を削減。
- 2003年（平成15年）3月6日：名伊甲特急の停車駅に津駅を追加。
- 2004年（平成16年）3月18日：白塚駅 - 伊勢中川駅間の一部の普通でワンマン運転を開始。
- 2005年（平成17年）5月21日：黄金駅 - 伏屋駅間高架化完成。
- 2007年（平成19年）4月1日：各駅でPiTaPa・ICOCAの取り扱いを開始。
- 2008年（平成20年）6月14日：近鉄名古屋駅 - 近鉄八田駅間で車上速度パターン照査式ATS (ATS-SP) 使用開始。
- 2009年（平成21年）3月20日：富洲原駅を川越富洲原駅に改称[26][27]。
- 2010年（平成22年）4月1日：近鉄名古屋駅 - 伊勢中川駅間の全線で名古屋列車運行管理システム「KRONOS」（クロノス）の運用開始[3]。
- 2012年（平成24年）
  - 1月21日：中川短絡線を新線に切り替え。
  - 3月20日：名阪甲特急の全列車の停車駅に津駅を追加[28]。
- 2013年（平成25年）
  - 3月21日：観光特急50000系（しまかぜ）の営業運転開始。
  - 3月23日：各駅でTOICA・manacaなどの取り扱いを開始。
- 2014年（平成26年）
  - 3月25日 - 28日：天皇・皇后の三重訪問に伴うお召し列車が、近鉄名古屋駅 - 宇治山田駅間に運転される（往路：25日、復路：28日）。50000系を充当[29]。
  - 7月26日：近鉄名古屋線踏切内不審物設置事件発生。
- 2015年（平成27年）11月7日：伏屋駅付近の下り線高架切り替え[30]。
- 2016年（平成28年）5月8日：川原町駅の高架化が完成[31]。
- 2017年（平成29年）9月23日：伏屋駅付近の上り線高架切り替え[32]。
- 2018年（平成30年）3月17日：急行の停車駅に南が丘駅・桃園駅を追加[33]。
- 2020年（令和2年）3月14日：名阪特急で80000系（ひのとり）が営業運転を開始[34]。

## 運行形態

### 運行本数
近鉄名古屋発は日中おおむね1時間あたり特急4本（0分：大阪難波駅行き甲特急、10分：賢島駅行き、30分：大阪難波駅行き乙特急、50分：鳥羽駅または宇治山田駅行き）、急行3本、準急2本、普通3本の運転。夕ラッシュ時の下りは特急は5本、急行・普通は各4本、準急は1 - 3本の運転である。朝の名古屋方面は各種別が増発され、特に急行は津新町・白子・近鉄四日市各駅発なども加わる。定期列車の車両増結・切り離しは近鉄四日市駅・塩浜駅・伊勢中川駅で行われている。
| 駅名 ＼ 種別 | 駅名 ＼ 種別 | 近鉄名古屋 | …   | 近鉄蟹江 | 富吉 | 富吉 | …   | 近鉄四日市 | 近鉄四日市 | …   | 塩浜 | 塩浜 | …   | 江戸橋 | …   | 津新町 | 津新町 | …   | 伊勢中川 | 伊勢中川 | …           |
| ------------ | ------------ | ---------- | --- | -------- | ---- | ---- | --- | ---------- | ---------- | --- | ---- | ---- | --- | ------ | --- | ------ | ------ | --- | -------- | -------- | ----------- |
| 運行本数     | 特急         | 2本        | 2本 | 2本      | 2本  | 2本  | 2本 | 2本        | 2本        | 2本 | 2本  | 2本  | 2本 | 2本    | 2本 | 2本    | 2本    | 2本 | 2本      | 2本      | 大阪線直通→ |
| 運行本数     | 特急         | 2本        | 2本 | 2本      | 2本  | 2本  | 2本 | 2本        | 2本        | 2本 | 2本  | 2本  | 2本 | 2本    | 2本 | 2本    | 2本    | 2本 | 2本      | 2本      | 山田線直通→ |
| 運行本数     | 急行         | 3本        | 3本 | 3本      | 3本  | 3本  | 3本 | 3本        | 3本        | 3本 | 3本  | 3本  | 3本 | 3本    | 3本 | 3本    | 3本    | 3本 | 3本      | 3本      | 山田線直通→ |
| 運行本数     | 準急         | 2本        | 2本 | 2本      | 2本  | 2本  | 2本 | 2本        |            |     |      |      |     |        |     |        |        |     |          |          |             |
| 運行本数     | 普通         | 1本        | 1本 | 1本      | 1本  | 1本  | 1本 | 1本        | 1本        | 1本 | 1本  | 1本  | 1本 | 1本    | 1本 | 1本    |        |     |          |          |             |
| 運行本数     | 普通         | 2本        |     |          |      |      |     |            |            |     |      |      |     |        |     |        |        |     |          |          |             |
| 運行本数     | 普通         |            |     |          |      |      | 1本 |            |            |     |      |      |     |        |     |        |        |     |          |          |             |
| 運行本数     | 普通         |            |     |          |      |      | 1本 |            |            |     |      |      |     |        |     |        |        |     |          |          |             |

### 列車種別
大阪線・奈良線と並ぶ近鉄の主要幹線であるが、両線にはある快速急行の設定が当線にはない。

#### 特急
特急には停車駅の少ない甲特急と多い乙特急があり、名古屋線内では大阪方面との名阪甲特急は津駅のみ、名阪乙特急はそれに加えて桑名駅・近鉄四日市駅・白子駅に停車し、伊勢志摩方面との名伊甲特急は津駅に、名伊乙特急は名阪乙特急の停車駅と伊勢中川駅に加え朝夕の一部列車が久居駅に、2013年運行開始の観光特急「しまかぜ」は近鉄四日市駅のみ停車する。なお、大阪方面と直通する名阪特急は中川短絡線を通行するため、全列車伊勢中川駅のホームに停車しない（ただし料金・運賃は、伊勢中川駅を折り返しての計算となる）。最大8両編成まで運転される。
日中時間帯は名阪甲特急・乙特急が1時間あたり各1本、名伊乙特急が1時間あたり2本運転されている。18時台 - 19時台のラッシュ時は名阪甲特急・乙特急が1時間に1本ずつ運転、名伊乙特急が1時間に3本（3本とも久居駅に停車）運転されている。
名古屋線内では特急列車の向きは大阪方面への列車に合わせているため「しまかぜ」と「伊勢志摩ライナー」（これらの車両は中川短絡線を通らないため、名古屋方面⇔大阪・伊勢志摩方面を基本としたとき、名古屋方面先頭車両が他の車両の大阪・伊勢志摩方面先頭車両となる）を除いて同じである（号車番号の振り方はどの列車も同じで、名古屋方面先頭車両が1号車となる）。

#### 急行
名古屋線で終日運転されている。2018年3月17日のダイヤ変更時点における名古屋線の途中停車駅は、乙特急の基本停車駅に加えて近鉄蟹江駅、近鉄弥富駅、近鉄富田駅、塩浜駅、伊勢若松駅、江戸橋駅、津新町駅、南が丘駅、久居駅、桃園駅である。特急を除く三重県内における長距離速達種別であり、普通列車の本数が減少する津新町駅 - 伊勢中川駅間を各駅に停車することで同区間における普通列車を補完する役割を担う。準急や普通とは異なり、愛知県内で完結する列車は存在しない。
8時から17時台までは、近鉄名古屋駅 - 山田線松阪駅間で1時間あたり3本設定されており、このうち1本が山田線宇治山田駅もしくは鳥羽線五十鈴川駅に直通している。朝と夕方以降には、津新町駅や伊勢中川駅発着のほか、一部の列車が鳥羽線鳥羽駅発着で運転されている。朝は津新町駅・白子駅・近鉄四日市駅発の列車も設定され、平日朝7時台に近鉄四日市駅を発車する名古屋方面の急行は8本となっている。夕方（近鉄名古屋駅発平日17 - 20時台、土休日18時台）の下り列車は1時間に4本、夜間（近鉄名古屋駅発平日22時台、土休日21 - 22時台）の下り列車は1時間2本が運転されている。
途中駅における他種別との連絡は夕ラッシュ時を除き近鉄蟹江駅・近鉄四日市駅・白子駅で普通に、朝 - 日中は近鉄四日市駅で準急に連絡する。夕ラッシュ時は近鉄蟹江駅で富吉駅発着の普通（一部列車のみ）、近鉄弥富駅で準急、近鉄四日市駅と白子駅で普通に連絡する。夜間の津新町行きの一部は江戸橋駅で伊勢中川行き普通に連絡する。なお、伊勢中川駅以南に直通する列車は伊勢中川駅で大阪線一般列車や賢島方面発着の普通列車および阪伊乙特急との連絡が考慮されている。
特急列車の待避は主に塩浜駅・伊勢若松駅・江戸橋駅で行われている。
編成は近鉄名古屋側から2両+4両の6両編成を基本とするが、平日早朝の伊勢中川駅5:49発の名古屋行きと平日夜の近鉄名古屋駅20:49発松阪行きの塩浜駅以南、近鉄名古屋駅23:58発の四日市行きは4両編成、平日朝の近鉄四日市駅7:54発の平田町行きは3両編成で運転されている。この平田町行き以外は基本的にトイレが設置されている車両で運行される。

##### 運行の変遷
2000年までは津新町駅折り返しの急行が日中に1時間あたり1本設定され、津新町駅 - 伊勢中川駅間は1時間あたり2本の運転であったが、2001年に伊勢中川駅折り返し、2012年に松阪駅折り返しに変更され、全区間1時間あたり3本運転となった。この間2002年のダイヤ変更で近鉄蟹江駅が停車駅に追加されている。また、2003年までは日中にも鳥羽駅発着の列車が多数設定されていたが、2004年のダイヤ変更で鳥羽駅発着の大多数が宇治山田駅・五十鈴川駅折り返しに変更となり、それ以降、鳥羽駅発着は朝と夕方 - 夜間（鳥羽駅行きのみ）に設定されるのみとなった。
2012年3月20日のダイヤ変更では日中時間帯の近鉄名古屋駅 - 近鉄四日市駅間の列車が増発され（平日・休日ともに12本増、いずれも近鉄名古屋駅 - 富吉駅間の準急の一部を格上げ）、同区間では1時間に4本の急行が運行された。しかし、2016年3月19日のダイヤ変更で近鉄四日市駅9時台発と近鉄名古屋駅15時台発の1往復を除いて全て準急に格下げされた。残る1往復も、2020年3月14日のダイヤ変更で近鉄名古屋駅15時台発の1本が、2021年7月3日のダイヤ変更で近鉄四日市駅9時台発の1本が準急に格下げされ、日中の近鉄四日市駅発着急行は消滅した。
2018年3月17日のダイヤ変更では南が丘駅、桃園駅が停車駅に追加され、江戸橋駅 - 伊勢中川駅間で各駅に停車するようになった。

##### 大阪線との直通運転
2021年7月3日のダイヤ変更時点では急行以下の列車で名古屋線と大阪線の間で直通運転を行う列車は存在しない。
2018年3月16日までは早朝に1本のみ名張駅発近鉄名古屋駅行き急行が設定されており、この列車は中川短絡線を経由せず、伊勢中川駅で方向転換（スイッチバック）して名古屋線へ直通運転し、大阪線内では新青山トンネルを通過するため後述の大阪線所属編成が充当されていた。なお、近鉄名古屋駅 - 名張駅間の距離は120.6kmで、近鉄名古屋駅 - 鳥羽駅間の距離120.4kmより0.2kmだけ長く、ダイヤ上は近鉄名古屋駅発着の最長運転距離の急行であった。
2020年3月13日までは、早朝の近鉄名古屋始発の急行の一部の列車は伊勢中川到着後、そのまま列車番号と行先を変更し、そのまま大阪線へ入る運用が存在していた。これらの運用には、大阪線の車両が当てられていた。

##### 鈴鹿線との直通運転
2021年7月3日のダイヤ変更時点で、鈴鹿線と直通する列車は、平日朝に近鉄四日市駅発平田町駅行きの急行が1本のみ運転されている。平田町駅発や土曜・休日は運転されていない。
2012年3月18日までは土曜・休日も平田町駅行きと平田町駅発近鉄四日市駅行きが各1本運転されていたが、同年3月20日のダイヤ変更で廃止されている。1987年以前は平田町駅折り返し列車が終日設定されていた。
編成両数は鈴鹿線のホーム有効長の関係から、3両編成で運転されている。

#### 準急
1983年のダイヤ変更で設定された2代目の準急である。
終日運転され、日中は近鉄名古屋駅 - 近鉄四日市駅間で1時間あたり2本、日中以外は近鉄名古屋駅 - 富吉駅・近鉄四日市駅間で運転される。近鉄名古屋駅 - 近鉄蟹江駅間はノンストップで、近鉄蟹江駅以南は各駅に停車する。愛知県内での短距離速達種別である一方で三重県内における普通列車の補完という位置付けになっている。なお、近鉄四日市駅に到着する列車の大半は、列車種別を「普通」に変更して塩浜駅・津新町駅・伊勢中川駅まで運転を継続する。
日中の準急は始発駅を急行の続行で発車するため、近鉄四日市駅まで後の急行より先着する。待避回数によって所要時間に差があるものの、近鉄名古屋駅 - 近鉄四日市駅間の標準所要時間は50分強。そのうち、急行との相互接続や通過待ちを行わない列車の最短所要時間は45分であり、同一区間を最短時分で運転する急行と比較しても10分弱の時間差しかない。
途中駅での他種別との連絡については、ほぼ終日にわたって近鉄四日市駅で乙特急と、近鉄四日市駅で急行と、近鉄蟹江駅か富吉駅で普通列車と接続する。ラッシュ時の一部は近鉄蟹江駅・近鉄弥富駅・桑名駅（上り列車のみ）・近鉄富田駅（川越富洲原駅で待避する列車のみ）・近鉄蟹江駅で急行と接続する列車があり、夜間の富吉駅発着の一部に近鉄蟹江駅または富吉駅で、四日市方面発着の普通列車に接続する列車が存在する。一方で列車待避については上記の接続駅以外に益生駅や川越富洲原駅でも行われ、ラッシュ時には近鉄八田駅で普通列車を追い抜く列車も存在する。
2002年ダイヤ変更までは、終日にわたり近鉄蟹江駅または富吉駅で普通と準急の、近鉄弥富駅で準急と急行の接続をとっていたが、同ダイヤ変更で近鉄蟹江駅が急行停車駅に追加されたことにより、ラッシュ時のみ接続するようになった。名古屋市内の急行通過駅から四日市方面へは近鉄蟹江駅で急行に乗り換えられるようになり、日中において準急の必要性が減少したため、同ダイヤ変更から2012年ダイヤ変更までは日中の富吉駅 - 近鉄四日市駅間は準急が運転されていなかった。
編成両数は基本的に3両編成で、ラッシュ時は一部列車が4両（2両+2両）編成で運転され、4両で運転される平日朝の1本と平日・土休日夜の1本については近鉄四日市駅で普通に種別変更する際に、後部編成を切り離す。また、土休日の近鉄四日市駅8:17発近鉄名古屋駅行きは急行の編成を単独で使う運用で、5200系を除く名古屋線所属の4両編成のいずれかが充当される。富吉駅での増結や車両切り離しは設定されていない。富吉行きの一部の列車は富吉車庫への入出庫回送兼用で急行の車両を使用した6両で走るが、この場合は近鉄名古屋駅の3番線から発車する。

#### 普通
各駅に停車する。日中は1時間あたり近鉄名古屋駅 - 富吉駅間の系統が2本、近鉄名古屋駅 - 津新町駅（一部時間帯は伊勢中川駅）、近鉄四日市駅 - 塩浜駅、近鉄四日市駅 - 津新町駅間の系統が1本ずつ運転されており、富吉駅 - 近鉄四日市駅間で各駅停車になる毎時2本の準急を含めて、近鉄名古屋駅 - 塩浜駅間では1時間あたり3本の本数が確保される。近鉄名古屋駅 - 伊勢中川駅間の列車は伊勢中川駅で賢島方面からの列車と相互接続するようになっている。
ラッシュ時については全線通しで運転されるのは一部のみであり、近鉄名古屋駅 - 富吉駅間および近鉄四日市駅 - 津新町駅・伊勢中川駅間の区間運転が主である。後者は大多数の列車が近鉄四日市駅で準急に種別変更して近鉄名古屋駅まで運行を継続している。その他、早朝・夜間とラッシュ時の前後時間帯に桑名駅・塩浜駅・白子駅・白塚駅を発着とする列車や、近鉄名古屋駅・富吉駅 - 近鉄四日市駅間を普通列車として運行する列車、編成送り込み・入庫回送兼用として近鉄名古屋駅・近鉄四日市駅 - 塩浜駅間および白塚駅 - 伊勢中川駅間の区間運転列車もあり、白塚駅 - 志摩線賢島駅間で運転される列車が早朝下り（平日・土休日とも）と夜上り（平日のみ）に各1本設定されている。
編成両数は原則として2両か3両編成で運転されており、急行・準急通過駅の多くはホームが最大3両または4両までしか対応しておらず、近鉄の非ワンマン車にはドアカット機能がないため、臨時列車を除けば途中駅での増結・解放も行われないが、早朝の白子駅・塩浜駅の下り始発列車は白塚駅で車両交換を実施して白塚駅 - 伊勢中川駅間を4両編成で運転される。また、平日のみ上りにおいて白塚駅ゆきの列車2本(朝・深夜に各1本)が4両編成で運転される。
2012年3月20日のダイヤ変更より全線通しで運転される列車は従来より削減され、日中にも近鉄名古屋駅 - 富吉駅間の列車が毎時1本運転されるようになったが、2016年3月19日のダイヤ変更で全線通し運転の列車が毎時1本設定されるようになり、志摩線直通列車は毎時1本に削減された。2018年3月17日のダイヤ変更より、普通列車は昼間の時間帯の列車が津新町駅までの運転となったため、白塚駅 - 伊勢中川駅間で実施していたワンマン運転が見直された。2021年7月3日のダイヤ変更より、従来近鉄四日市駅から津新町駅までの運転だった昼間の毎時2本の列車のうち1本が塩浜駅止まりとなり、塩浜駅 - 津新町駅は毎時3本から毎時2本に減便となった。
2018年3月16日まで志摩線直通の列車がワンマン運転で運行されており、日中から夕方にかけて白塚駅 - 志摩線賢島駅間で運転されていた。ワンマン列車は全列車2両編成で運転されたが、平日朝の山田線宇治山田7:01発白塚行きに限り後述の急行用車両を用いた4両編成で運転されていた。名古屋線所属の2両編成ワンマン車両には、支線用ワンマン車両にはないドアカット機能があり、無人駅では1両目後乗り・前降りとして運転士が運賃精算を行う形となっており、白塚駅以南のワンマン列車はこのシステムを採用していた。

### 過去にあった種別

#### 旧・準急
1983年3月18日のダイヤ変更前まで設定されていた。1950年9月時点の停車駅は近畿日本名古屋駅・近畿日本弥富駅・桑名駅・益生駅・富洲原駅・近畿日本富田駅・阿倉川駅・諏訪駅・四日市駅・塩浜駅・伊勢若松駅・白子駅・江戸橋駅・津駅・津新町駅・久居駅・伊勢中川駅の系統と、前述のほか近畿日本蟹江駅にも停車し、塩浜駅以南は各駅停車となる系統があった。
停車駅の変遷は以下の通り。
- 1956年9月23日：近畿日本四日市駅移転（諏訪駅から駅名変更）に伴い、諏訪駅・四日市駅の2駅停車が近畿日本四日市駅の1駅停車となる。
- 1964年3月23日：直行列車廃止に伴い、近畿日本蟹江駅・近畿日本長島駅が停車駅となる。
- 1967年12月20日：伊勢朝日駅が停車駅となる。
- 1972年11月7日：富吉駅が停車駅となる。

この後、1983年の廃止まで近鉄蟹江駅 - 近鉄四日市駅間では佐古木駅・霞ヶ浦駅・川原町駅の3駅を通過した。
1963年頃には毎時2本ほどの準急が設定され、そのほとんどは鈴鹿線直通の近畿日本名古屋駅 - 平田町駅間の運用だったが、早朝と夕方に各1往復ずつ、伊勢中川駅発着と山田線宇治山田駅発着の列車が存在した。平田町駅発着の準急は2両編成、伊勢中川駅および宇治山田駅発着の準急はクロスシート車の5両編成が充当されていた。このうち宇治山田駅発着列車は鳥羽線全通に伴う1970年3月21日ダイヤ変更で鳥羽駅発着に延長されている。

#### 直行
1964年3月23日のダイヤ変更まで、現在の準急に近い列車として直行が運転されていた。近畿日本名古屋駅 - 伊勢中川駅（1959年の改軌後は宇治山田駅）間に運転され、停車駅は近畿日本蟹江駅と近畿日本弥富駅以南の各駅であった。近畿日本名古屋駅 - 近畿日本弥富駅間の各駅は同区間折り返しの普通列車が停車していた。

### 大晦日終夜運転
大晦日から元日にかけての終夜運転は、近年は近鉄名古屋駅 - 伊勢方面間に乙特急・急行が30 - 60分間隔（一部時間帯を除く）で運転されるほか、名古屋線の全区間で普通（一部準急）が30 - 60分間隔で運転される。なお、2022年元旦以降は急行は運転されなくなった。また、湯の山線・鈴鹿線では近年実施されておらず、列車の運転区間は時間帯によって一定していない。
沿線の神社や仏閣への年越し参り向けの運行であるため、ビジネス向けである名阪特急は終夜運転を行わない。従って、名古屋 - 大阪方面間へは伊勢中川駅で乗り換えが必要である。また、乙特急は一部列車停車駅の久居駅を含めた基本停車駅の全てに停車するが（2020年元旦までは久居駅は通過していた）、阪伊特急やかつての吉野特急のように通常ダイヤでは停車しない駅への特別停車は実施されず、急行の特別停車も行われない。

### 臨時列車・臨時停車
名古屋線沿線でイベントや大学入学試験などが行われる際は、臨時列車の運転や、臨時停車が実施される。臨時急行の多くは定期急行同様に4両編成か6両編成で運転され、普通列車も一部区間では最大5両編成まで増結が行われる。このうち、桑名駅と津駅を終着とする臨時急行が運転される際は、「急行 桑名」および「急行 津」の方向幕表示が用意されていないため、簡易方向板を掲出して運転される。
イベント関係
- 鈴鹿サーキットでF1日本グランプリが開催される際には、近鉄名古屋駅 - 白子駅・鈴鹿線平田町駅間（平田町駅発着は近年運行されていない）で臨時急行が運転される。

大学受験関係
- 大学入学共通テストの際は、受験生の便宜を図るため、試験終了時刻に合わせて桑名駅 - 江戸橋駅間の臨時急行が運転される。時期によっては鈴鹿医療科学大学最寄りの千代崎駅に停車するものがある。

スポーツ関係
- 毎年5月末から6月初めに三重県各地で行われる三重県高校総体の開催時には桑名駅 - 五十鈴川駅間に下りのみ臨時急行が数本運転されるほか、一部の宇治山田駅発着の急行が五十鈴川駅発着に変更される。
- 2008年2月までは、四日市競輪開催日に、最寄り駅の霞ヶ浦駅に一部の定期急行が臨時停車したが、現在は行われていない。
- 2006年から2008年まで、全米女子プロゴルフ協会公式戦「ミズノクラシック」（現在のTOTOジャパンクラシック）が賢島カンツリー倶楽部で開催される際は、近鉄四日市駅 - 賢島駅間に臨時列車が設定された。この列車は種別のない臨時列車で、停車駅は鳥羽駅までは定期急行と同じで、鳥羽駅以南は乙特急と同じ停車駅であった。2009年以降は名古屋線からの臨時列車は設定されていないが、同年以降は定期列車の近鉄名古屋5:30発鳥羽行き急行を鳥羽駅で賢島駅行き臨時に系統変更して延長運転することで対処したため、近鉄名古屋駅から乗り換え無しで賢島駅まで直通する列車は会場が変更される直前の2015年まで事実上存続していた。

花火大会関係
- 2016年以降の毎年9月上旬に鈴鹿市の白子港緑地で行われる「鈴鹿げんき花火大会」では花火大会終了後に白塚駅始発塩浜駅行き普通列車が1本運転される。なお、2016年の開催時には白子駅開業101周年記念行事も同時開催されたため、開始時間の前後に花火大会最寄駅の白子駅に発着する定期急行列車の上下各1本と前述の臨時普通列車に、三尺玉を模したヘッドマークが掲出された。
- 毎年8月に津市で行われる「久居花火大会（旧・サマーフェスタ イン ひさい）」では、花火大会開始時間に合わせて、定期急行列車の津新町行きを伊勢中川行きに延長して運転され、花火大会終了後に白子駅・白塚駅 - 伊勢中川駅間の臨時普通が数本運転される。
- 揖斐川河畔で開催される「桑名水郷花火大会」では、花火大会終了後に合わせて桑名駅 - 近鉄四日市駅間、桑名駅 - 富吉駅間に臨時普通が運転される。
- 伊勢神宮奉納全国花火大会の際には、定期急行列車の延長運転のほかに宇治山田駅 - 伊勢中川駅間の上りのみ臨時急行が数本運転される。また、鳥羽みなとまつりの際にも定期急行列車の一部が鳥羽駅まで延長運転される。

伊勢神宮関係
- 年始には、日中の近鉄名古屋駅 - 宇治山田駅間の定期急行列車が五十鈴川駅発着に変更される。
- 2009年11月3日に伊勢神宮内宮の宇治橋渡始式が執り行われた際にも同様の延長運転が行われた。

レジャー関係
- 1980年代まで、夏期に近鉄名古屋駅 - 鼓ヶ浦駅間に臨時急行（および同駅への一部急行の臨時停車。なお同駅は本来の急行停車駅ではない）が、1990年代まで、春秋の行楽期に近鉄名古屋駅 - 大和八木駅間および近鉄名古屋駅 - 東青山駅間に臨時急行が運転され、現在も車両の方向幕や駅の発車標にその名残が見られることがあるが、近年は運転されていない。
- 2001年から1年間程度ユニバーサル・スタジオ・ジャパンの客向けに、近鉄名古屋駅 - 上本町駅間直通の臨時急行が運転されていた。
- 2011年11月3日から2012年4月1日まで、ナガシマリゾートのなばなの里の最寄り駅である近鉄長島駅に、土曜・休日の夕方 - 夜間時間帯の一部の急行が臨時停車していた。2012年度以降も時期や本数の変動はあるが同様に臨時停車が行われている。

## 車両

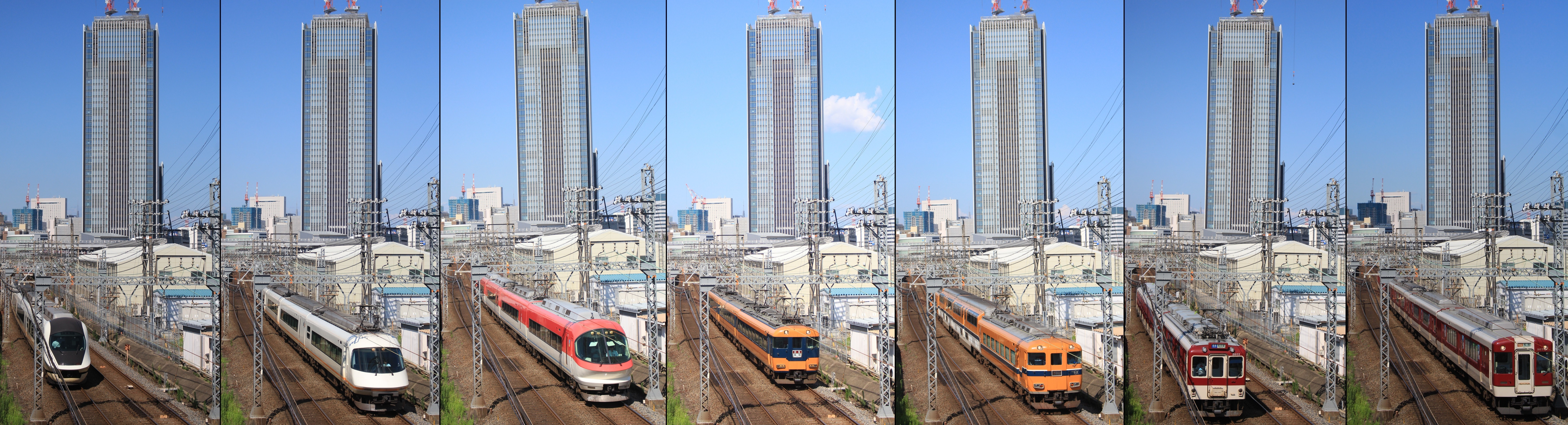
近鉄名古屋線（向野橋付近）を走行中の主な車両（2016年7月）

### 現用車両
2025年2月22日時点。名古屋線で使用される車両の配置検車区は、記述の無いものは富吉検車区の配置である。

#### 一般車両
4両編成は配置されている全編成がトイレ装備車を連結する。
一般車両の新製導入は1998年の5800系5812Fが最後で、車両は奈良線や大阪線からの玉突き転属で賄われていた。また、2000年以降に登場したいわゆるシリーズ21は、名古屋線系統の車両においては唯一配属されていない。
2026年1月に28年ぶりの一般車両として、奈良線系統の8A系をベースとした1A系が新製導入される予定である。車体塗装は、奈良線系統とは異なり青色となる。なお、2026年度の導入分からは3両編成となり、1B系となる予定。また、名古屋線系統では、1A系・1B系と同様、全ての一般車両の塗装を、近鉄標準カラーの赤色から伊勢志摩カラーの青色に変更する予定である。
普通・準急運用中心 （2両・3両編成が主体）
- 1000系：3両編成。明星検車区の配置。
- 1010系：3両編成。明星検車区の配置。旧京都線用920系。1011(T11)編成以外はワンマン対応仕様。
- 1201系：2両編成。明星検車区の配置。ワンマン対応仕様。
- 1230系・1233系・1240系・1259系：2両編成。ワンマン対応仕様の1230系・1240系・1259系はすべて明星検車区の配置。
- 1430系・1440系：2両編成。ワンマン対応仕様の1440系は明星検車区の配置。
- 1810系：2両編成。
- 2000系：3両編成。11編成中9編成はワンマン対応仕様（ワンマン非対応の2編成は廃車済み）。
- 2050系：3両編成。
- 2430系・2444系：3両編成及び1211(FC92)・1212(FC93)編成の名古屋方中間車。2430系は明星検車区の配置。2444系はワンマン対応仕様。
- 9000系：2両編成。一部編成は明星検車区の配置。元奈良・京都線所属。

急行運用中心 （4両編成が主体）
- 1200系：1211(FC92)・1212(FC93)編成（4両編成）の鳥羽方先頭車・中間車。ロングシート仕様。
- 1400系：4両編成。1407(FC07)編成のみの配置。ロングシート仕様。
- 2410系：1211(FC92)・1212(FC93)編成の名古屋方先頭車（ク2590形）。ロングシート仕様。
- 2610系：4両編成。2611(X11)・2612(X12)・2617(X17)編成を除きL/Cカー仕様。
- 2800系：2・3・4両編成。3両編成は明星検車区の配置。4両編成はL/Cカー仕様。
- 5200系・5209系・5211系：4両編成。3扉転換クロスシート車の専用運用に原則的に充当される。
- 5800系：4両編成。名古屋線用は5810番台の5812(DG12)編成。L/Cカー仕様。

#### 団体用車両
標準軌線区の各線で運用されている。「大阪線」の項も参照。
- 15200系「あおぞらII（2代目）」：特急車12200系の一部から改造。2018年4月1日時点では、15206F（4両編成）と15204F（2両編成）が名古屋線の所属（明星検車区の配属）となっている。
- 15400系「かぎろひ」：特急車12200系の一部から改造。2018年4月1日時点では、名古屋線の所属（富吉検車区の配置）となっている。

#### 事業用車両
- モト90形（モト94・96）：軌間が異なる養老鉄道養老線（2007年9月30日までは近鉄養老線）の車両を要部検査・全般検査で塩浜検修車庫へ回送する際の牽引車として使用。富吉検車区所属。
- 24系：2410系2411Fを改造した電気検測車で、愛称は「はかるくん」。2018年4月時点では、明星検車区の配属となっている。

### 導入予定車両
2026年1月に8A系をベースとした新型車両1A系4両編成×3本、2026年度に1B系3両編成×3本が新製導入される予定。当線で使用される予定の車両の塗装は、奈良線系統の8A系とは異なり青色となる予定。

### 過去の車両

#### 一般車両
- 1000系：4両編成車。トイレ装備車両。
- 1600系：名古屋線初の高性能通勤車。一部にトイレ装備車。
- 1800系
- 1810系：サ1960形およびサ1970形
- 2600系：4扉対面式クロスシート車
- 2680系：トイレ装備のロングシート車、後に1編成が鮮魚専用車両として大阪線に配置された。
- 1480系・2470系
- 6441系：3扉・吊り掛け駆動ながらも名古屋線初の全金属車体通勤車。

#### 団体用車両
- 20100系「あおぞら」
- 18200系「あおぞらII（初代）」：元京都・橿原線用特急車。18202F（4連）が名古屋線の所属（明星検車区の配属）となっていた。
- 18400系：元京都・橿原線用特急車。1997年に18409Fを「あおぞら2」の増結用に格下げ（18409F以外の編成はすべて廃車）。名古屋線の所属（明星検車区の配属）となっていた。

#### 事業用車両
- モト75形（モト75・76）：1991年廃車。
- モワ50形（モワ51・52）：1600系モ1650形を改造した救援用車両。2000年廃車。

### 運用
名古屋線の一般車両については、一部例外はあるものの編成両数と列車種別で車両運用が概ね区分されている。3両編成については準急・普通列車、2両編成については準急・普通列車の他に急行の増結車、4両編成については急行の運用が中心となっている。
過去の車両では、名古屋線には奈良線や大阪線のような連続急勾配がないことから抑速ブレーキが省略されており、これらの車両が大阪線の運用に入らないように配慮されていたほか、五位堂検修車庫の完成後も、上記の理由で大阪線の連続急勾配を通行できない車両が多く存在したことから塩浜検修車庫に工場機能が残された。

## 駅一覧
凡例
●：全列車停車、▲：一部列車停車、｜：全列車通過
普通は各駅に停車（表中省略）。
特急列車は「近鉄特急」を参照のこと。
#印の駅は列車待避可能駅（桑名駅は名古屋方面のみ、益生駅は四日市・伊勢中川方面のみ可能）。
| 駅番号 | 駅名                     | 駅間 キロ | 営業 キロ | 準急 | 急行 | 接続路線・備考 | 所在地 | 所在地        | 所在地        |        |
| ------ | ------------------------ | --------- | --------- | ---- | ---- | --- | ------ | ------------- | ------------- | ------ |
| E61    | 伊勢中川駅#              | -         | 0.0       |      | ●    | 近畿日本鉄道：D 大阪線 (D61)・M 山田線 (M61)（急行がM 鳥羽線鳥羽駅まで、特急はM 志摩線賢島駅、A 難波線大阪難波駅まで直通運転） | 三重県 | 松阪市        | 松阪市        |        |
| E43    | 桃園駅                   | 3.3       | 3.3       |      | ●    | | 三重県 | 津市          | 津市          |        |
| E42    | 久居駅                   | 1.5       | 4.8       |      | ●    | | 三重県 | 津市          | 津市          |        |
| E41    | 南が丘駅                 | 2.5       | 7.3       |      | ●    | | 三重県 | 津市          | 津市          |        |
| E40    | 津新町駅                 | 2.7       | 10.0      |      | ●    | | 三重県 | 津市          | 津市          |        |
| E39    | 津駅                     | 2.3       | 12.3      |      | ●    | 東海旅客鉄道：■紀勢本線 伊勢鉄道：■伊勢線 (12) | 三重県 | 津市          | 津市          |        |
| E38    | 江戸橋駅# （三重大学前） | 1.2       | 13.5      |      | ●    | | 三重県 | 津市          | 津市          |        |
| E37    | 高田本山駅               | 1.2       | 14.7      |      | ｜   | | 三重県 | 津市          | 津市          |        |
| E36    | 白塚駅#                  | 2.4       | 17.1      |      | ｜   | | 三重県 | 津市          | 津市          |        |
| E35    | 豊津上野駅#              | 1.9       | 19.0      |      | ｜   | | 三重県 | 津市          | 津市          |        |
| E34    | 千里駅                   | 1.9       | 20.9      |      | ｜   | | 三重県 | 津市          | 津市          |        |
| E33    | 磯山駅                   | 1.9       | 22.8      |      | ｜   | | 三重県 | 鈴鹿市        | 鈴鹿市        |        |
| E32    | 鼓ヶ浦駅                 | 1.9       | 24.7      |      | ｜   | | 三重県 | 鈴鹿市        | 鈴鹿市        |        |
| E31    | 白子駅#                  | 1.2       | 25.9      |      | ●    | | 三重県 | 鈴鹿市        | 鈴鹿市        |        |
| E30    | 千代崎駅                 | 2.8       | 28.7      |      | ｜   | | 三重県 | 鈴鹿市        | 鈴鹿市        |        |
| E29    | 伊勢若松駅#              | 1.8       | 30.5      |      | ●    | 近畿日本鉄道：L 鈴鹿線 (L29)（近鉄四日市方面から平田町駅まで直通運転） | 三重県 | 鈴鹿市        | 鈴鹿市        |        |
| E28    | 箕田駅                   | 1.3       | 31.8      |      | ｜   | | 三重県 | 鈴鹿市        | 鈴鹿市        |        |
| E27    | 長太ノ浦駅               | 1.4       | 33.2      |      | ｜   | | 三重県 | 鈴鹿市        | 鈴鹿市        |        |
| E26    | 楠駅#                    | 1.4       | 34.6      |      | ｜   | | 三重県 | 四日市市      | 四日市市      |        |
| E25    | 北楠駅                   | 1.6       | 36.2      |      | ｜   | | 三重県 | 四日市市      | 四日市市      |        |
| E24    | 塩浜駅#                  | 1.8       | 38.0      |      | ●    | | 三重県 | 四日市市      | 四日市市      |        |
| E23    | 海山道駅                 | 1.2       | 39.2      |      | ｜   | | 三重県 | 四日市市      | 四日市市      |        |
| E22    | 新正駅                   | 1.5       | 40.7      |      | ｜   | | 三重県 | 四日市市      | 四日市市      |        |
| E21    | 近鉄四日市駅#            | 1.2       | 41.9      | ●    | ●    | 近畿日本鉄道：K 湯の山線 (K21) 四日市あすなろう鉄道：■内部線 ⇒ あすなろう四日市駅 | 三重県 | 四日市市      | 四日市市      |        |
| E20    | 川原町駅 （萬古焼の郷）  | 1.2       | 43.1      | ●    | ｜   | | 三重県 | 四日市市      | 四日市市      |        |
| E19    | 阿倉川駅                 | 1.1       | 44.2      | ●    | ｜   | | 三重県 | 四日市市      | 四日市市      |        |
| E18    | 霞ヶ浦駅                 | 1.1       | 45.3      | ●    | ｜   | | 三重県 | 四日市市      | 四日市市      |        |
| E17    | 近鉄富田駅               | 1.9       | 47.2      | ●    | ●    | 三岐鉄道：S 三岐線 | 三重県 | 四日市市      | 四日市市      |        |
| E16    | 川越富洲原駅#            | 1.6       | 48.8      | ●    | ｜   | | 三重県 | 三重郡        | 川越町        |        |
| E15    | 伊勢朝日駅               | 2.6       | 51.4      | ●    | ｜   | | 三重県 | 三重郡        | 朝日町        |        |
| E14    | 益生駅#                  | 2.6       | 54.0      | ●    | ｜   | | 三重県 | 桑名市        | 桑名市        |        |
| E13    | 桑名駅#                  | 1.1       | 55.1      | ●    | ●    | 養老鉄道：■養老線 東海旅客鉄道：CJ 関西本線 (CJ07) 三岐鉄道：H 北勢線 ⇒ 西桑名駅 | 三重県 | 桑名市        | 桑名市        |        |
| E12    | 近鉄長島駅               | 4.2       | 59.3      | ●    | ｜   | | 三重県 | 桑名市        | 桑名市        |        |
| E11    | 近鉄弥富駅#              | 3.4       | 62.7      | ●    | ●    | | 愛知県 | 弥富市        | 弥富市        |        |
| E10    | 佐古木駅                 | 2.4       | 65.1      | ●    | ｜   | | 愛知県 | 弥富市        | 弥富市        |        |
| E09    | 富吉駅#                  | 1.6       | 66.7      | ●    | ｜   | | 愛知県 | 海部郡 蟹江町 | 海部郡 蟹江町 |        |
| E08    | 近鉄蟹江駅#              | 2.4       | 69.1      | ●    | ●    | | 愛知県 | 海部郡 蟹江町 | 海部郡 蟹江町 |        |
| E07    | 戸田駅                   | 1.3       | 70.4      | ｜   | ｜   | | 愛知県 | 名古屋市      | 中川区        | 中川区 |
| E06    | 伏屋駅                   | 2.0       | 72.4      | ｜   | ｜   | | 愛知県 | 名古屋市      | 中川区        | 中川区 |
| E05    | 近鉄八田駅#              | 2.6       | 75.0      | ｜   | ｜   | 名古屋市営地下鉄： 東山線 (H02) ⇒ 八田駅 | 愛知県 | 名古屋市      | 中村区        |        |
| E04    | 烏森駅                   | 1.0       | 76.0      | ｜   | ｜   | | 愛知県 | 名古屋市      | 中村区        |        |
| E03    | 黄金駅                   | 0.7       | 76.7      | ｜   | ｜   | | 愛知県 | 名古屋市      | 中村区        |        |
| E02    | 米野駅                   | 1.0       | 77.7      | ｜   | ｜   | | 愛知県 | 名古屋市      | 中村区        |        |
| E01    | 近鉄名古屋駅             | 1.1       | 78.8      | ●    | ●    | 東海旅客鉄道： 東海道新幹線・CA 東海道本線 (CA68)・CF 中央本線 (CF00)・CJ 関西本線 (CJ00) ⇒ 名古屋駅 名古屋臨海高速鉄道：●AN あおなみ線 (AN01) ⇒ 名古屋駅 名古屋市営地下鉄： 東山線 (H08)・ 桜通線 (S02) ⇒ 名古屋駅 名古屋鉄道：NH 名古屋本線 (NH36) ⇒ 名鉄名古屋駅 | 愛知県 | 名古屋市      | 中村区        |        |

- その他、富吉駅 - 佐古木駅間で愛知県愛西市（善太新田町）を通過しているほか、富吉車庫の一部が愛西市（大野町）にかかっている。

### 廃駅
廃止区間の駅は次節を参照。
- 三軒家駅（江戸橋駅 - 高田本山駅間） - 1921年廃止。
- 逆川駅（高田本山駅 - 豊津上野駅間） - 1944年5月8日廃止。同時に白塚駅が開業。
- 伊勢上野駅（逆川駅〈現・白塚駅〉- 千里駅間） - 1943年7月1日廃止。豊津浦駅と統合され、豊津上野駅となる。
- 豊津浦駅（逆川駅〈現・白塚駅〉- 千里駅間） - 1943年7月1日廃止。伊勢上野駅と統合され、豊津上野駅となる。
- 玉垣口駅（白子駅 - 千代崎駅間） - 1926年廃止。
- （旧）霞ヶ浦駅（羽津駅〈現・霞ヶ浦駅〉- 近鉄富田駅間） - 1943年10月22日廃止。
- 川越駅（富洲原駅〈現・川越富洲原駅〉- 伊勢朝日駅間） - 1946年7月13日廃止。
- 町屋駅（伊勢朝日駅 - 益生駅間） - 1945年休止、1947年3月14日廃止。
- 揖斐川駅（桑名駅 - 近鉄長島駅間） - 1948年9月1日休止、1969年5月15日廃止。

### 廃止区間
海山道駅 - 四日市駅 - 諏訪駅 - 西町駅 - 川原町駅
- 1956年9月23日経路変更に伴い、上記区間は廃止。
- ただし、西町駅は、1947年3月14日廃止[46]。

### 主要駅の乗降客数
2018年11月13日調査による主要駅の乗降客数は次の通り。
- 近鉄名古屋 106,217人
- 近鉄蟹江 11,424人
- 近鉄弥富 11,423人
- 桑名 19,621人
- 近鉄富田 15,050人
- 近鉄四日市 45,116人
- 塩浜 7,371人
- 伊勢若松 1,924人
- 白子 14,563人
- 江戸橋 7,923人
- 津 27,268人
- 津新町 12,063人
- 南が丘 3,265人
- 久居 9,581人
- 桃園 503人
- 伊勢中川 7,264人

## ICカードの利用
全線でPiTaPaやICOCAのほか、TOICAやmanacaなどの交通系ICカードが全国相互利用サービスにより利用できる。
2007年4月1日のPiTaPa導入までの間に、近鉄名古屋駅 - 塩浜駅間の全駅と急行停車駅に自動改札機が設置された。また、近鉄線の大半でICOCA定期券の供用を開始することに伴い2014年末までに桃園駅を除く全駅に自動改札機が設置された。
交通系ICカードでは、連絡運輸のない阪神電気鉄道線（神戸三宮方面）・神戸高速線・山陽電気鉄道線（山陽姫路・山陽網干方面）間を連続して乗車することが可能である。

## 構想・計画

### 金山線乗り入れ計画
1992年（平成4年）運輸政策審議会答申第12号によると、戸田駅で名古屋市営地下鉄の金山線との相互直通運転を検討するとしている。しかし、2020年時点においても金山線自体に事業化の動きはない。